# Lagurus (động vật)
Lagurus là một chi động vật có vú trong họ Cricetidae, bộ Gặm nhấm. Chi này được Gloger miêu tả năm 1841. Loài điển hình của chi này là Mus lagurus Pallas, 1773.

## Hình ảnh

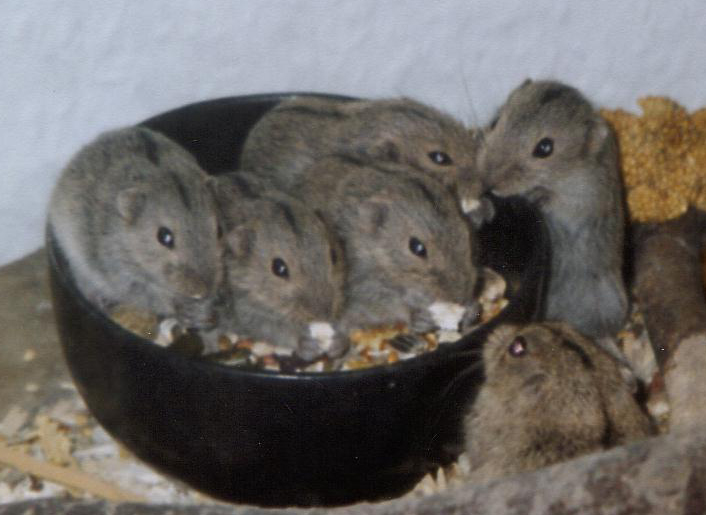

## Các loài
Chi này gồm các loài: